# Désiré Valette
Pour les articles homonymes, voir Valette.
Désiré Valette, né le 14 août 1881 à Saint-Vallier-sur-Rhône et mort le 28 septembre 1944 dans la même ville, est un homme politique français.
Membre du Parti socialiste (SFIO), il est maire de Saint-Vallier-sur-Rhône, conseiller général du canton de Châtillon-en-Diois et sénateur de la Drôme.

## Biographie

### Jeunesse et formation
Fils de Louis-Philippe Valette, minotier devenu propriétaire d'une usine de céramique, Désiré Valette débute sa scolarité à l'école laïque de Saint-Vallier. Il passe ensuite par l'école nationale professionnelle de Voiron, le collège de Valence, l'école supérieure de commerce de Lyon, et finit sa formation par un stage à la manufacture de porcelaine de Sèvres,,.

### Parcours professionel
De retour à Saint-Vallier, il devient industriel en reprenant l'affaire familiale avec son frère Pierre.

### Engagement politique
Il s'engage en politique d'abord au sein du Parti radical, puis rejoint le Parti socialiste (SFIO) en 1906.
Il se présente une première fois aux élections municipales de Saint-Vallier-sur-Rhône en 1906. Candidat à nouveau en 1912, sa liste remporte les élections au premier tour, il est alors élu maire,. Il est élu conseiller général en 1913,. 
Il est candidat aux élections législatives françaises de 1919 sur une liste menée par Jules Nadi.
En 1924, il est une première fois candidat pour devenir sénateur de la Drôme aux élections de janvier mais il se désiste au second tour au bénéfice d'une candidature radicale. En mars, il est élu lors de l'élection partielle organisée pour remplacer Joseph Reynaud, décédé en janvier, grâce au soutien des radicaux,. Au Sénat, il est inscrit au groupe de la Gauche démocratique radical et radical-socialiste, puis au Groupe socialiste lors de sa création en 1927,. Il siège à la commission des douanes ainsi qu'à la commission des affaires étrangères et s'occupe des questions d'industrie et de formation professionnelle. Il reste sénateur jusqu'en 1939 où il est battu, aux côtés des radicaux de gauche Léon Archimbaud et Émile Lisbonne, par une liste radicale modérée.
En raison de son appartenance à la franc-maçonnerie au sein du Grand-Orient de France, il est démis d'office de ses mandats, en 1941, en application de la loi sur les sociétés secrètes,.
À la Libération, il devient président du comité de Libération local,. Il meurt quelques mois plus tard.

## Distinctions
- Chevalier de la Légion d'honneur[4]
- Croix de guerre 1914–1918[4]

## Sources